# ISO 3166-2:GH
ISO 3166-2:GH – kody ISO 3166-2 dla podjednostek administracyjnych Ghany.
Kody ISO 3166-2 to część standardu ISO 3166 publikowanego przez Międzynarodową Organizację Normalizacyjną. Kody te są przypisywane głównym jednostkom podziału administracyjnego, takim jak np. województwa czy stany, każdego kraju posiadającego kod w standardzie ISO 3166-1.
Aktualnie (2017) dla Ghany zdefiniowano kody dla 10 regionów.
Pierwsza część oznaczenia to kod Ghany zgodnie z ISO 3166-1, natomiast druga część oznaczenia znajdująca się po myślniku to dwuliterowy kod jednostki administracyjnej.

## Kody ISO
| Kod ISO | Nazwa jednostki administracyjnej | Nazwa jednostki administracyjnej w języku angielskim | Rodzaj jednostki administracyjnej |
| ------- | -------------------------------- | ---------------------------------------------------- | --------------------------------- |
| GH-AH   | Aszanti                          | Ashanti                                              | region                            |
| GH-BA   | Brong-Ahafo                      | Brong-Ahafo                                          | region                            |
| GH-CP   | Centralny                        | Central                                              | region                            |
| GH-EP   | Wschodni                         | Eastern                                              | region                            |
| GH-AA   | Wielka Akra                      | Greater Accra                                        | region                            |
| GH-NP   | Północny                         | Northern                                             | region                            |
| GH-UE   | Północno-Wschodni                | Upper East                                           | region                            |
| GH-UW   | Północno-Zachodni                | Upper West                                           | region                            |
| GH-UV   | Wolta                            | Volta                                                | region                            |
| GH-WP   | Zachodni                         | Western                                              | region                            |